# 吉米·霍根
詹姆斯·“吉米”·霍根（德語：James "Jimmy" Hogan，1882年10月16日—1974年1月30日）是一名拥有爱尔兰血统的英格兰前足球运动员及主教练，被视为现代足球在欧洲大陆推广的先驱。